# Аджит Сингх (Марвар)
Аджит Сингх Ратхор (хинди अजीत सिंह (मारवाड़); ок. 1679 — 24 июня 1724) — махараджа раджпутского княжества Марвар (19 февраля 1679 — 24 июня 1724) в современном штате Раджастан, один из сыновей Джасванта Сингха Ратхора.

## Ранняя жизнь
Джасвант Сингх из Марвара умер в Джамруде в декабре 1678 года. Две его жены были беременны, но, поскольку в живых не было наследника мужского пола, земли в Марваре были преобразованы императором Аурангзебом в территории империи Великих Моголов, чтобы ими можно было управлять как джагирами. Он назначил правителем Индру Сингха Ратхора, племянника Джасванта Сингха. Историк Джон Ф. Ричардс подчеркивает, что это было задумано как бюрократическое мероприятие, а не как аннексия.

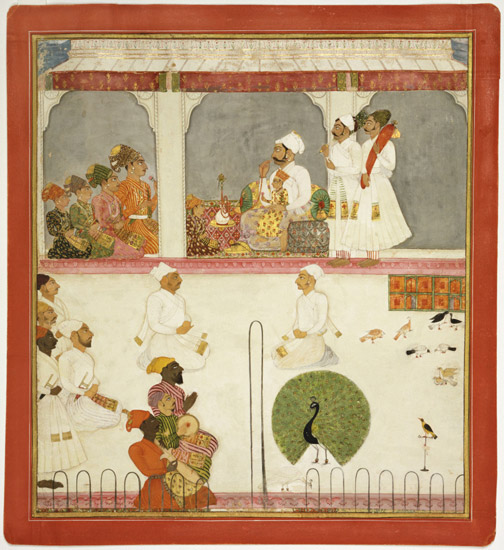
Шестеро сыновей махараджи Аджита Сингха из Джодхпура с визитом

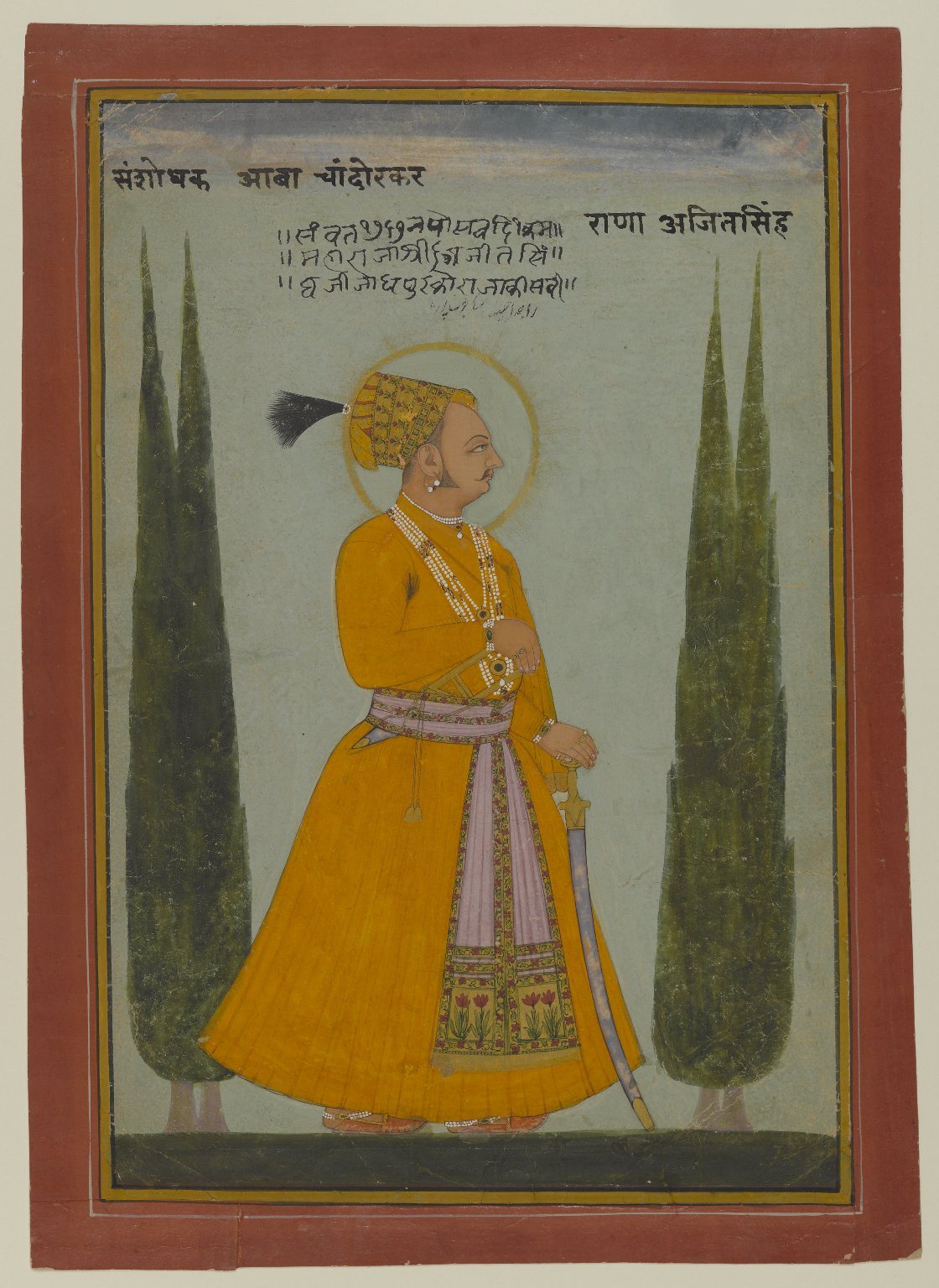
Посмертный портрет махараджи Аджита Сингха из Марвара, 1762 год. Бруклинский музей.

Действия могольского императора Аурангзеба вызвали недовольство, потому что обе беременные женщины родили сыновей в то время, когда он принимал свое решение. В июне 1679 года Дургадас Ратхор, старший офицер бывшего правителя, и Ахерадж Сингх (Севад Раджгуру) возглавили делегацию в Шахджаханабад, где они умоляли Аурангзеба признать старшего из этих двух сыновей, Аджита Сингха, преемником Джасванта Сингха и правителем Марвара. Аурангзеб отказался, предложив вместо этого вырастить Аджита и дать ему титул раджи, с соответствующим дворянским званием, когда он достиг совершеннолетия. Однако предложение было обусловлено тем, что Аджит воспитывался как мусульманин, что было анафемой для заявителей.
Спор обострился, когда умер младший брат Аджита Сингха. Император Аурангзеб послал отряд, чтобы захватить двух рани и Аджита Сингха из особняка Ратхора в Шахджаханабаде, но его попытка была отбита Дургадасом Ратхором, который сначала открыл ответный огонь и в конце концов сбежал из города в Джодхпур вместе с Аджитом и двумя рани, которые были переодеты мужчинами. Некоторые из тех, кто сопровождал беглецов, отделились от отряда и были убиты, когда они пытались замедлить преследование моголов.
Считается, что Дхаа Маа (кормилица) малолетнего принца Аджита Сингха из Марвара, Гура Дхаа положила своего любимого сына на королевскую кровать вместо Аджита Сингха, положила спящего принца Аджита в корзину и тайно вывезла его вместе с другими из Дели. Другие считают, что рабыня с младенцем выдавала себя за Рани и осталась, чтобы быть захваченной. Аурангзеб соизволил принять этот обман и отправил ребенка на воспитание мусульманина в свой гарем. Джадунатх Саркар упоминал, что Аурангзеб воспитывал сына молочника в своем гареме как Аджита Сингха . Ребенка переименовали в Мохаммади Радж, и акт смены религии означал, что, по обычаю, самозванец потерял все наследственные права на земли Марвара, которые он имел бы в противном случае, если бы он действительно был Аджитом Сингхом.

## Изгнание
Продолжая подыгрывать обману, Аурангзеб отказался вести переговоры с представителями Аджита Сингха, заявив, что этот ребенок самозванец. Он послал своего сына Мухаммеда Акбара занять княжество Марвар. Мать Аджита Сингха убедила рану Мевара, Раджу Сингха I, которого обычно считают её родственником, присоединиться к борьбе против Моголов . Ричардс говорит, что страх Раджа Сингха, что Мевар также подвергнется вторжению, был главной мотивацией для участия; другой историк, Сатиш Чандра, считает, что было несколько возможных альтернатив, в том числе Сингх, видящий возможность утвердить положение Мевара среди раджпутских княжеств региона. Объединенные силы Ратхор-Сисодия не могли противостоять армии Великих Моголов, Мевар сам подвергся нападению, и раджпутам пришлось отступить в горы, откуда они вели спорадическую партизанскую войну.
В течение 20 лет после этого события Марвар оставался под прямым правлением могольского губернатора. В течение этого периода Дургадас Ратхор и Ахерадж Сингх (Севад Раджгуру) вели неустанную борьбу с оккупационными силами. Торговые пути, проходившие через этот регион, были разграблены партизанами, которые также разграбили различные сокровищницы на территории современных Раджастана и Гуджарата. Эти беспорядки отрицательно сказались на финансах империи.
Могольский император Аурангзеб скончался в 1707 году; он должен был стать последним из великих Моголов. Дургадас Ратхор воспользовался беспорядками, последовавшими за его смертью, чтобы захватить Джодхпур и в конечном итоге изгнать оккупационные силы Великих моголов.

## Во главе Марвара
После укрепления своего правления в Марваре Аджит Сингх становился все более смелым, когда император Великих Моголов Бахадур-шах двинулся на юг. Он заключил союз с Саваи раджой Джай Сингхом II, раджой Амера, и и приступил к захвату земель его предков, которые были оккупированы моголами. Лидеры раджпутов начали совершать набеги на лагеря и аванпосты моголов, было захвачено несколько городов и фортов, однако самым большим ударом для Моголов был захват Самбхара, который был важным местом производства соли.
В 1709 году Аджит Сингх планировал завоевать Аджмер и уничтожить мусульманские святыни и мечети, однако Джай Сингх II боялся, что разрушение мусульманских святынь вызовет гнев императора Великих Моголов после его возвращения с Декана. Однако Аджит Сингх проигнорировал совет Джая Сингха и повел свою армию на Аджмер, положив конец союзу Ратхор-Качваха. Аджит Сингх осадил Аджмер 19 февраля. Гарнизон Моголов во главе с Шуджаат ханом провел переговоры с Аджитом Сингхом, предложив ему 45 000 рупий, 2 лошадей, слона и священный город Пушкар в обмен на сохранение святыни и мечетей. Аджит Сингх согласился с условиями и вернулся в свою столицу.
В июне 1710 года могольский император Бахадур-шах I выступил в Аджмер с большой армией и призвал Аджита Сингха в Аджмер, к нему присоединился Джай Сингх II. Мятежный Аджит Сингх был, наконец, помилован и был официально принят в качестве раджи Джодхпура императором Великих Моголов.
В 1712 году Аджит Сингх получил больше власти, назначенный губернатором Гуджарата.

## Роль в низложении Фаррух-Сияра
В 1713 году новый император Великих Моголов Фаррух-Сияр назначил Аджита Сингха губернатором Татты. Аджит Сингх отказался ехать в бедную провинцию, и Фаррух-Сияр послал Хусейна Али Браху, чтобы привести Аджита Сингха в порядок, но также отправил личное письмо Аджиту Сингху, пообещав ему благословения, если он победит Хусейна. Вместо этого Аджит Сингх решил провести переговоры с Хусейном, приняв пост губернатора Татты с обещанием вернуться в Гуджарат в ближайшем будущем. Одним из других условий мирного соглашения был брак одной из дочерей раджи Джодхпура с императором Великих Моголов, Аджит Сингх согласился выдать свою дочь замуж за Фаррух-Сияра. Аджит Сингх использовал этот брак как политический инструмент, дав ему достаточно времени, чтобы создать союзы против могольского императора.
Позже Аджит Сингх отомстил, заключив союз с братьями Сайидами против Фаррух-Сияра. Аджит Сингх и его союзники осадили Фаррух-Сияра в Красном форте и после ночного сражения на территории дворца, сначала Кутб-уль-Мульк попытался помешать Аджиту Сингху войти, на что разъяренный Аджит зарезал его и приказал своим солдатам-раджпутам и патанам арестовать Фаррух-Сияра. Императора поймали, когда он прятался в гареме со своей матерью, женами и дочерьми. Он пытался сопротивляться, но был схвачен и затащен в маленькую комнату в Триполийских воротах, где его пытали и ослепили иглой. Старые могольские чиновники молили о пощаде, а раджа Джай Сингх из Джайпура и Низам-уль-Мульк из Хайдарабада действительно посылали угрозы, но никто из них не предпринял никаких действий. Рафи-Уд-Даржат был выбран из принцев, и Аджит Сингх и Наваб взяли его за руку и посадили на павлиний трон.

## Последние дни
Аджит Сингх оставался мятежником даже после получения помилования от императора Великих Моголов и губернаторства Гуджарата. Против него были отправлены две крупные военные экспедиции: одна под командованием Сайида Хуссейна Али хана, другая под командованием Ирадатманд хана. В 1721—1722 годах Аджит Сингх возглавил армию и захватил много парганов (Феодов), он захватил территорию Великих Моголов до Нарнола и Мевата, которая находилась в 16 милях от столицы Великих Моголов. В январе 1723 года он напал на могольского губернатора Аджмера и убил его, 25 могольских офицеров были обезглавлены после битвы, а их лагерь и багаж были разграблены. В ноябре 1723 года могольский император послал большую армию в Марвар, которая вынудила Аджита сдать Аджмер и 13 парган, которые он недавно занял. Аджит Сингх послал своего сына Абхая Сингха с подарками и деньгами в столицу Великих Моголов. Джай Сингх II помог Аджиту получить помилование от императора. Абхай Сингх действуя в качестве эмиссара, он заметил, что его отца ненавидели двор Великих Моголов и император, он также заметил, что император планировал аннексировать Джодхпур. Абхай Сингх знал, что его отец никогда лично не подчинится императору, и отложил встречу с императором на год. Согласно джодхпурским историкам, Абхай Сингх чувствовал, что его отец приведет к гибели его страны, и планировал его убийство, поскольку «в обычае раджпутов считать своим наследием свою мать, которая является более близким и дорогим родственником, чем родной отец». Согласно источникам в Джодхпуре, джайпурский раджа поддержал убийство, обеспечив преемственность Абхая Сингха через императора Великих Моголов, если дело было сделано. Однако персидские источники указывают, что именно Бахт Сингх убил Аджита Сингха. Джадунатх Саркар считает, что власти Джодхпура обвинили джайпурского раджу из-за их соперничества.
Практика сати была распространена среди раджпутской знати в регионе: 63 женщины сопровождали махараджу Аджита Сингха на погребальный костер.